# Liste der Baudenkmäler in Bächingen an der Brenz
Auf dieser Seite sind die Baudenkmäler in der schwäbischen Gemeinde Bächingen an der Brenz zusammengestellt. Diese Tabelle ist eine Teilliste der Liste der Baudenkmäler in Bayern. Grundlage ist die Bayerische Denkmalliste, die auf Basis des Bayerischen Denkmalschutzgesetzes vom 1. Oktober 1973 erstmals erstellt wurde und seither durch das Bayerische Landesamt für Denkmalpflege geführt wird. Die folgenden Angaben ersetzen nicht die rechtsverbindliche Auskunft der Denkmalschutzbehörde.

## Baudenkmäler
| Lage                               | Objekt                                           | Beschreibung | Akten-Nr.             | Bild           |
| ---------------------------------- | ------------------------------------------------ | --- | --------------------- | -------------- |
| Lindenstraße 3 (Standort)          | Evangelisch-lutherische Pfarrkirche St. Nikolaus | Einschiffiger Bau mit blockhaftem Turm, flachgedeckter Saal mit chorartigem, unregelmäßig geschlossenem Emporenraum, im Kern 14./15. Jahrhundert, 1752 umgestaltet; mit Ausstattung Friedhofsmauer, in Teilen erhalten | D-7-73-113-1 Wikidata | weitere Bilder |
| Schloßstraße 7, 9 (Standort)       | Ehemaliges Pfarrhaus                             | Langgestreckter eingeschossiger Satteldachbau mit rechtwinklig angebautem Wirtschaftsteil, frühes 19. Jahrhundert | D-7-73-113-4 Wikidata | weitere Bilder |
| Schloßstraße 11, 13, 15 (Standort) | Schloss Bächingen                                | Stattlicher dreigeschossiger Satteldachbau mit vier Rundtürmen und Zinnengiebel, 1531 Schlossgarten Schlossmauer | D-7-73-113-2 Wikidata | weitere Bilder |